# Biatorella hemisphaerica
Biatorella hemisphaerica är en lavart som beskrevs av Anzi. Biatorella hemisphaerica ingår i släktet Biatorella och familjen Biatorellaceae.  Arten är reproducerande i Sverige. Inga underarter finns listade i Catalogue of Life.